# Wellpark Mid Kirk

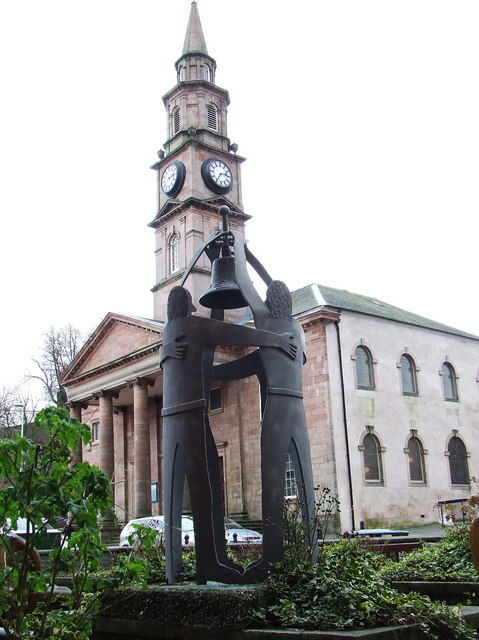
Mid Kirk

Die Wellpark Mid Kirk, ehemals New Church oder Mid Kirk, ist ein Kirchengebäude der presbyterianischen Church of Scotland in der schottischen Stadt Greenock in Inverclyde. 1971 wurde das Bauwerk in die schottischen Denkmallisten in der höchsten Kategorie A aufgenommen. Die Kirche ist noch als solche in Verwendung.

## Geschichte
In den 1590er Jahren wurde der Parish Greenock eingerichtet. Um der steigenden Einwohnerzahl in den folgenden Jahrhunderten Rechnung zu tragen, wurde der Parish mehrfach geteilt, wobei in jedem Parish eine eigene Pfarrkirche errichtet wurde. 1741 entstand der Parish „Middle“ beziehungsweise „New“. Mit dem Bau der zugehörigen Pfarrkirche wurde im Jahre 1759 begonnen und das Gebäude schließlich 1761 fertiggestellt und eröffnet. Die Orgel wurde 1768 installiert. Zunächst besaß das Bauwerk keinen Glockenturm, ein solcher wurde erst 1787 hinzugefügt. 1878 wurde die Kirche renoviert und schließlich im Jahre 2000 restauriert. Im Zuge eines Luftangriffs während des Zweiten Weltkriegs wurde die Mid Kirk beschädigt und die Bleiglasfenster zerbarsten. Aus Entschädigungszahlungen wurden 1951 neue Fenster finanziert. Den Entwurf lieferte Douglas Hamilton. Im Jahre 1996 wurden die Gemeinden Mid Kirk und Wellpark West zur Wellpark Mid Kirk vereint.

## Beschreibung
Die Wellpark Mid Kirk befindet sich im Stadtzentrum Greenocks gegenüber der Stadtverwaltung. Die stuckverzierten Fassaden sind im Renaissancestil gearbeitet. Der Eingangsbereich an der Nordostseite ist mit einem Portikus mit vier ionischen Säulen vorgelagert. Darüber ragt ein 44 m hoher Glockenturm auf.